# 春斯基
春斯基（羅馬化：Chunskiy）是俄罗斯伊尔库茨克州的工人村（市级镇）、春斯基区行政中心，位于丘纳河（乌达河）沿岸地区，在州府伊尔库茨克西北方。
该地2021年人口有14,272人；2010年人口14,996；2002年人口16,630；1989年人口17,747。